# Gloniella clavatispora
Gloniella clavatispora är en svampart som beskrevs av Steinke & K.D. Hyde 1997. Gloniella clavatispora ingår i släktet Gloniella och familjen Hysteriaceae.   Inga underarter finns listade i Catalogue of Life.